# Synagoga Tempelgasse w Wiedniu
Synagoga Tempelgasse w Wiedniu (niem. Synagoge Tempelgasse in Wien) – nieistniejąca obecnie, największa synagoga, która znajdowała się w Wiedniu, stolicy Austrii, przy Tempelgasse 3.
Synagoga została zbudowana w latach 1854–1858, według projektu architekta Ludwiga Förstera. Służyła żydowskiej społeczności zamieszkującej dzielnicę Leopoldstadt. Posiadała ponad 2000 miejsc siedzących. Podczas nocy kryształowej z 9 na 10 listopada 1938 roku, bojówki hitlerowskie spaliły synagogę. Obecnie na miejscu znajduje się współczesny budynek, po części nawiązujący do architektury synagogi. Upamiętnia ją także tablica pamiątkowa o treści w języku niemieckim i hebrajskim:
"Hier befand sich der Leopoldstädter Tempel, der im Jahre 1858 nach Plänen von Architekt Leopold Förster im maurischen Stil errichtet und am 10. November 1938 in der sogenannten "Reichskristallnacht" von den nationalsozialistischen Barbaren bis auf die Grundmauern zerstört wurde. - Israelische Kultusgemeinde Wien"
co znaczy:
"Tu znajdowała się świątynia dzielnicy Leopoldstadt, wybudowana w 1858 roku według projektu architekta Leopolda Förstera w stylu mauretańskim, która 10 listopada 1938 roku podczas tak zwanej Nocy Kryształowej została przez narodowosocjalistycznych barbarzyńców zniszczona aż po fundamenty. - Żydowska Gmina Wyznaniowa Wiedeń"

## Galeria

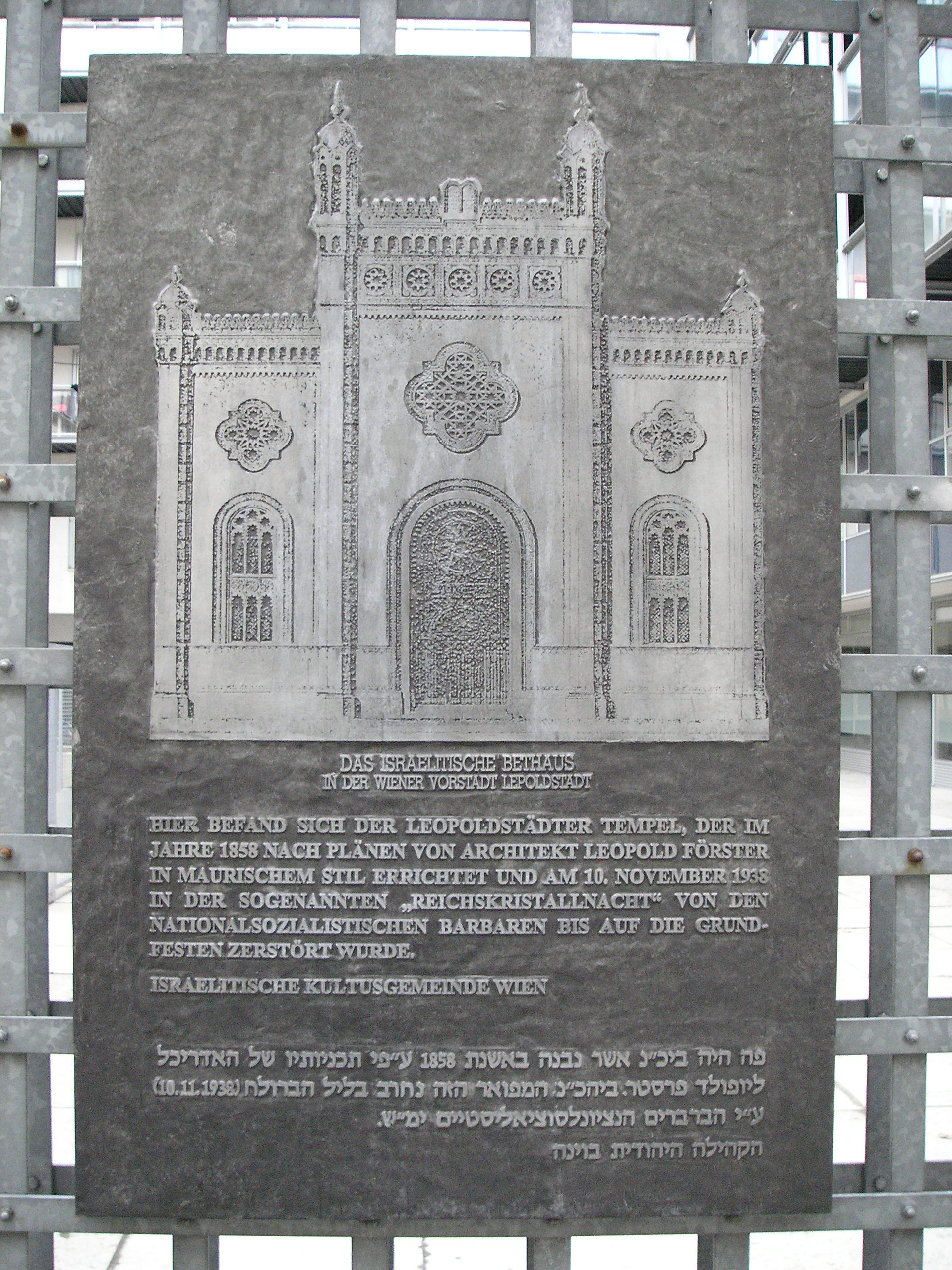
Tablica pamiątkowa
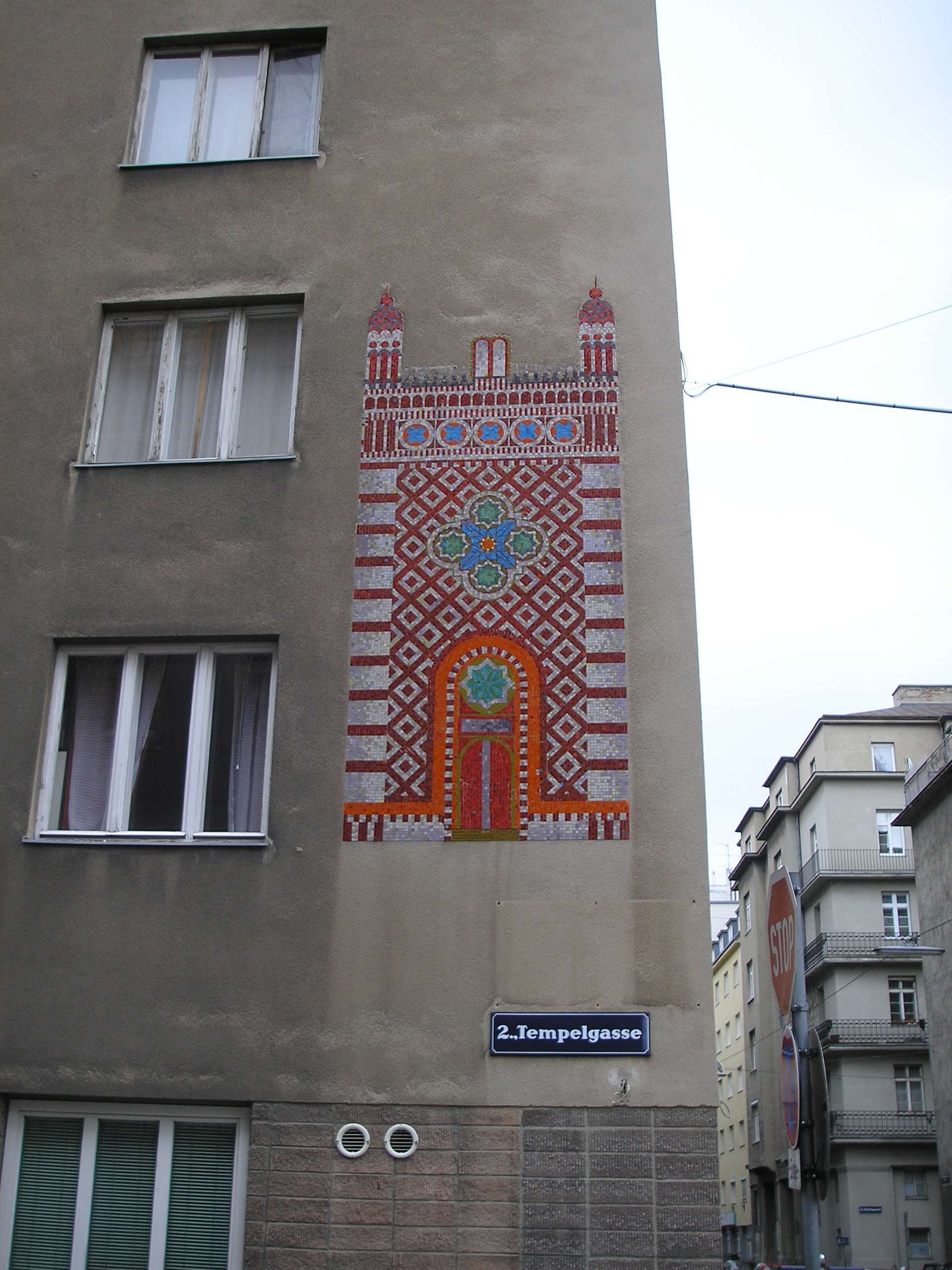
Mozaika na jednym z budynków
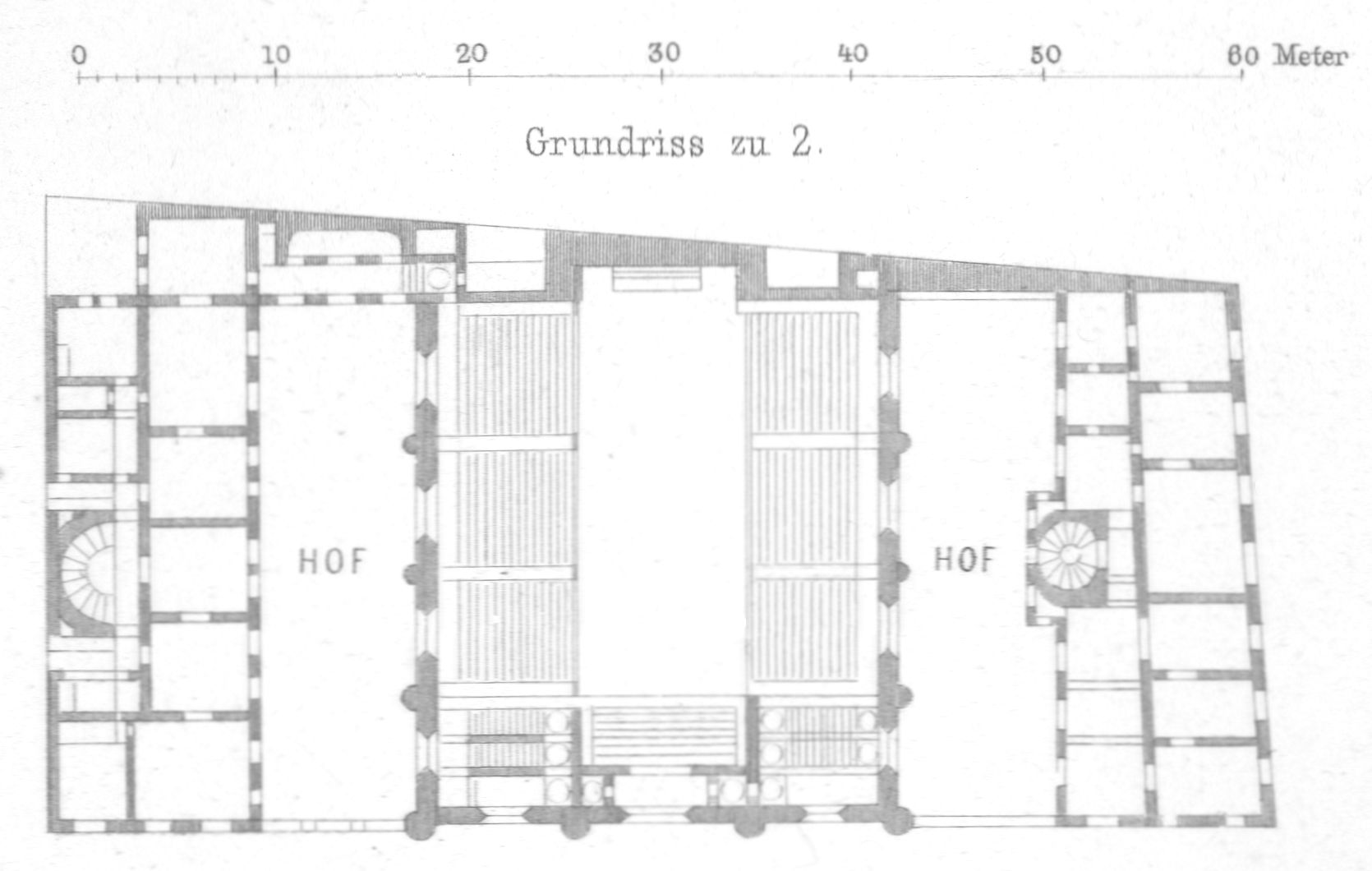
Plan parteru synagogi
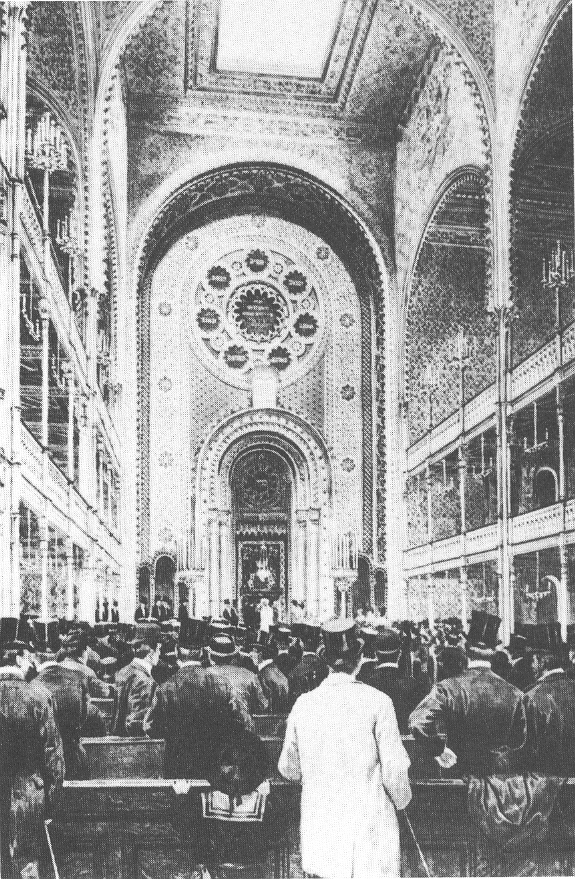
Wnętrze synagogi
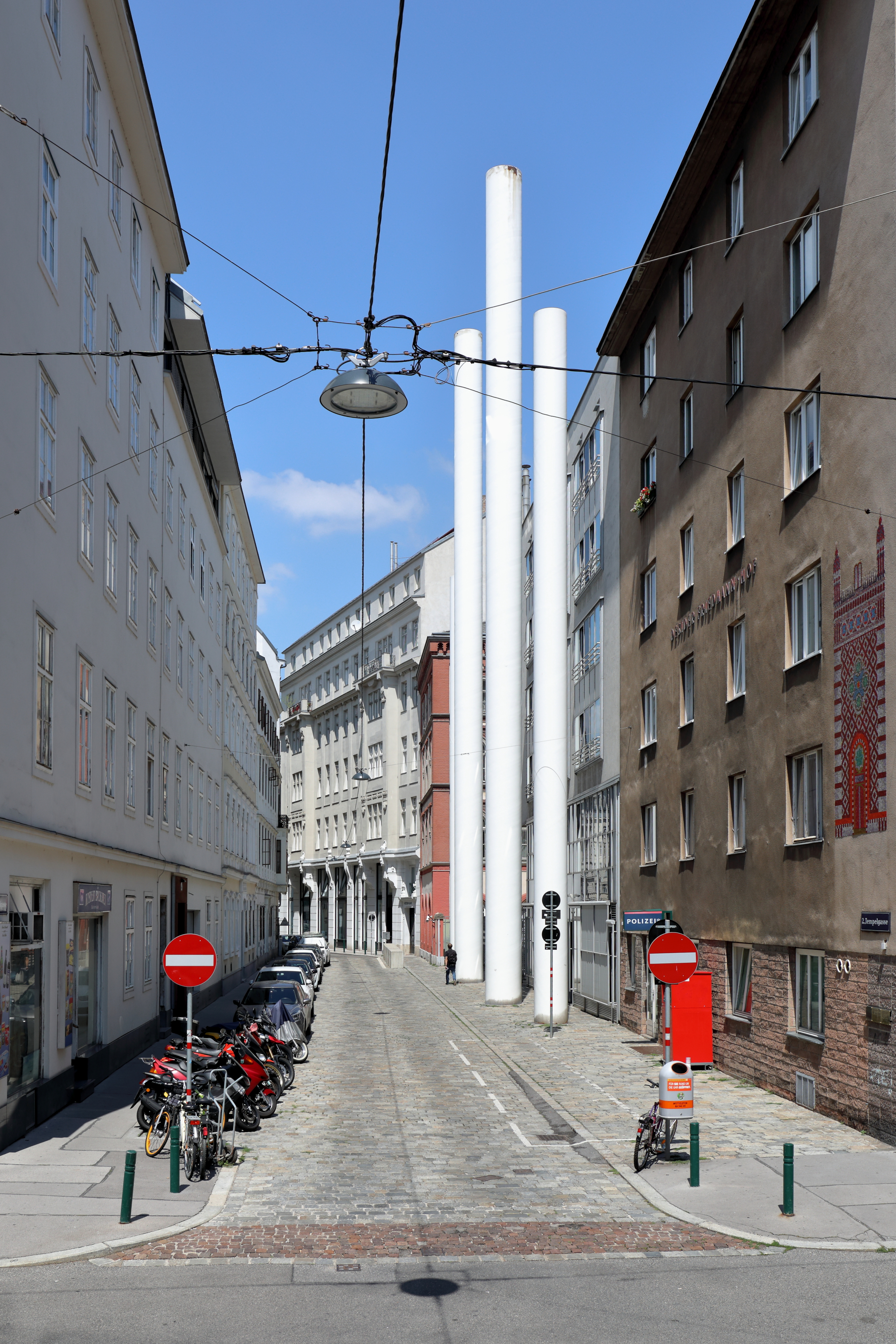
Budynek w miejscu synagogi